# William Speechly
William Speechly, agronome britannique, né en 1723 et mort en 1819.

## Biographie
Il est le jardinier de William Henry Cavendish Bentinck, troisième duc de Portland, sur ses terres de Welbeck Abbey dans le Nottinghamshire. Il est l'auteur de notices pour la réédition de 1776 de la Silva d’Evelyn publiée chez Hunter. Spécialiste de la culture de l'ananas (en serre), il publia en 1779 un traité sur sa méthode.
Il est l'auteur d'un traité qui vise à planter des vignes, vendanger et vinifier en Angleterre. Son traité fut publié en pleine Révolution française alors que les vins français pouvaient venir à manquer. Les planches de l'ouvrage montrent les plans des grandes serres viticoles dessinées par l'auteur, ainsi que deux vues de propriétés (Northallerton) où croissent des vignes en espalier. Le traité est fort complet : aménagement des terrains et des serres, variétés préconisées, viticulture, maladies et parasites... À la fin, témoignages divers de propriétaires ayant fabriqué du vin anglais, et qui trouvent qu'il vaut bien les vins de France ou d'Espagne. Un des fils de W Speechly a été pépiniériste dans la même région (Newark on Trent).

## Publications
- A treatise of the culture of the vine, exhibiting new and advantageous methods of propagating, cultivating, and training that plant, so as to render it abundantly fruitiul. Together with new Hints of the formation of vineyards in England. York, printed for the author, by G. Peacock..., 1790. Ce traité reparaîtra à Londres en 1820.